# Acatitla, Chicontepec
Acatitla är en ort i Mexiko.   Den ligger i kommunen Chicontepec och delstaten Veracruz, i den sydöstra delen av landet, 200 km nordost om huvudstaden Mexico City. Acatitla ligger 438 meter över havet och antalet invånare är 770.
Terrängen runt Acatitla är kuperad. Runt Acatitla är det ganska tätbefolkat, med 80 invånare per kvadratkilometer. Närmaste större samhälle är Xochiatipan de Castillo, 16,4 km sydväst om Acatitla. Omgivningarna runt Acatitla är en mosaik av jordbruksmark och naturlig växtlighet.